# Ga Hưng Nam
Hưng Nam (tiếng Trung: 興南) là nhà ga trên tuyến Tàu điện ngầm Đào Viên ở Trung Lịch, Đào Viên, Đài Loan. Nó mở cửa dịch vụ thương mại vào ngày 2 tháng 3 năm 2017.

## Tổng quan
Nhà ga trên cao bao gồm một ke ga với hai đường ray. Chỉ có tàu thông hành dừng tại nhà ga này. Nhà ga dài 148,2 mét (486 ft) và rộng 27 mét (89 ft). Nó được chạy thử nghiệm vào ngày 2 tháng 2 năm 2017, và thương mại hóa vào ngày 2 tháng 3 năm 2017.